# Dzik (Militärfahrzeug)
Der Dzik (polnisch für Wildschwein) ist ein gepanzertes geländegängiges Fahrzeug mit Allradantrieb (4×4) des polnischen Herstellers AMZ-Kutno. 

## Beschreibung
Das 4,5 Tonnen schwere gepanzerte Mehrzweckgeländefahrzeug wird vom polnischen Hersteller AMZ-Kutno seit 2004 produziert. Das Fahrzeug wurde für Patrouillenfahrten und Kampfeinsätze entwickelt. Zudem kann der Dzik bei Polizeikräften eingesetzt werden. Die Panzerung des Dzik schützt die Insassen effektiv gegen Projektile des Kalibers 7,62 mm. Angetrieben wird das Fahrzeug von einem Iveco-Motor mit einem Hubraum von 2797 cm³, der 107 kW leistet und eine Reichweite von etwa 800 Kilometern ermöglicht.
Im März 2006 erhielt die irakische Militärpolizei im Rahmen einer Modernisierungskampagne vier Dzik-III von der polnischen Armee. Daraufhin entschied sich die irakische Armee, insgesamt 600 Dzik-III zu bestellen, die als preiswertere Alternative zum Konkurrenten Humvee gelten. Zusätzlich besteht die Option, das Auftragsvolumen auf 1000 Stück auszuweiten.

## Kampfeinsätze
Der Dzik wird von der Ukraine im Russisch-Ukrainischen Krieg eingesetzt. Laut dem Oryx-Blog gingen mit Stand November 2024 zwei Fahrzeuge verloren.

## Versionen
- Dzik-AT
- Dzik-II
- Dzik-III
- Dzik Cargo